# Зона на Големите сини планини
Зоната на Големите сини планини (на английски: Greater Blue Mountains Area) е защитена територия в Нов Южен Уелс, югоизточна Австралия, включена през 2000 година в Списъка на световното наследство на ЮНЕСКО.
Тя обхваща осем национални парка с обща площ над 10 хиляди квадратни километра, заети главно от евкалиптови гори и разположени в пресечения терен на Сините планини, на около 100 километра западно от Сидни. В територията са запазени характерни за евкалиптовите гори флора и фауна с редки видове, като волемия (Wollemia nobilis).